# León Cadogan
León Cadogan, né le 29 juillet 1899 à Asunción et mort le  30 mai 1973 dans la même ville, est un ethnologue paraguayen qui a apporté une contribution importante à l'étude de la langue et de la culture guaranis.

## Biographie
León Cadogan est né à Asunción. Ses parents John Cadogan et Rose Stone, Australiens d'origine européenne,  avaient immigré au Paraguay peu de temps avant sa naissance.
Après un incendie dans la maison de ses parents en 1904, la famille  s'installe à Villarrica, une ville dont la population germanophone est suffisamment importante pour justifier l’existence d’un journal qui publie en espagnol et en allemand, mais aussi d'une école. Fréquentant l'école germanophone de cette ville, León, qui avait auparavant appris l'anglais et l'espagnol, a également appris l’allemand.
Il a 18 ans lorsqu'il commence à travailler comme commis dans les entrepôts frigorifiques des abattoirs à Asunción. Grâce à une amitié nouée avec un Français, il apprend la langue française et découvre ses auteurs classiques, ainsi que les mathématiques élémentaires et les logarithmes.
En 1919, il s'installe à Buenos Aires et deux ans plus tard, il part dans la jungle de Caaguazú, où il travaille à la récolte de la yerba maté. Dans cet environnement, il s'intéresse à la vie du peuple Guarani.
Cadogan a été accepté comme membre des Mbya-Guaraní et initié sous le nom spirituel de Tupa Kuchubi Veve (Celui qui vole comme un tourbillon). Les Mbya-Guarani avaient un langage religieux secret et ésotérique inconnu du monde entier jusqu'à son initiation. Suivant les traditions du groupe, il a gardé ce nom secret jusqu'à sa mort.
Il a publié dans les pages de la Société scientifique du Paraguay et dans les annales de l'Association indigène du Paraguay des études importantes sur la langue, la religion et la culture des Guaranis vivant dans les forêts de l'est du Paraguay ; ces tribus incluent les  Mbyá Guaraní, Ava-Guaraní, Pai-tavytera et Ache-guayaki. Des ouvrages comme Oiseaux et âmes des défunts dans la mythologie guarani et guayakí, Carobeni, Comment les Chiripá (Avá Guaraní) interprètent la danse rituelle, Concept guarani de l'âme ou Problèmes de la population Mbyá Guaraní et guayakí  ont été étudiés non seulement en Amérique Latine, mais aussi en Europe et aux États-Unis,.
Sa plus grande contribution, après plus de vingt ans de vie avec les aborigènes, fut lorsque ces derniers, le remerciant de son attention pour avoir défendu un des indigènes impliqués dans un procès, décidèrent de lui parler des traditions religieuses qu'ils avaient jalousement gardées pendant des siècles et transmises oralement. Cadogan les a compilées dans les années 1940 et 1950 dans son ouvrage le plus connu Ayvu Rapyta (La fondation de la langue humaine) : textes mythiques des Mbyá Guaraní du Guairá, illustrant la pensée et de la mythologie indigènes. Pour cela, il a été nommé vrai membre du siège du feu (ñande rataypygua).
En 1949, le président Felipe Molas López l'a nommé « Protecteur des Indiens », mais lorsque  Alfredo Stroessner est élu, celui ci tente de démanteler l'organisation protégeant le groupe indigène.
Cadogan est mort en 1973 après quarante ans consacrés à la cause des Guaranis et à la dénonciation des persécutions et des abus systémiques dont ils avaient été victimes.  
Ses archives sont conservées à l'Université catholique d'Asunción et conformément à une ordonnance municipale, une rue proche de son domicile porte son nom. 
Les Paraguayens le considèrent comme une personnalité importante. Son fils Rodger Cadogan dirige actuellement la fondation qui porte le nom de son père et qui est chargée de transmettre son héritage et continuer de soutenir le peuple Guarani du Paraguay.

## Publications principales
- Apuntes de medicina popular guaireña, 1957.
- (es) Ayvu rapyta : textos míticos de los mbyá-guaraní del Guairá, 1959[6],[7].
- (es)Carobeni : apuntes de toponimia hispanoguaraní, 1959.
- (es) Nuevas observaciones acerca del origen de los Guayaki. Jornadas Internacionales de Arqueología y Etnografía, Buenos Aires, 1960.
- La literatura de los guaraníes, 1965.
- Diccionario guayaki-español, 1968.
- (es) Ywyra ñee̓ry, fluye del árbol la palabra : sugestiones para el estudio de la cultura guaraní, 1971.
- (es) Tupa Kuchuvi, 1988[8].
- Extranjero, campesino y científico (memorias), 1990.
- (es) Diccionario Mbya-Guarani Castellano, Biblioteca Paraguaya de Antropología, Vol. XVII, Fundación "León Cadogan" Ceaduc Cepac, Asunción, 1992.
- (es) Gua’i Rataypy : fragmentos del folklore guaireño, 1998.